# Kuvait az 1980. évi nyári olimpiai játékokon
Kuvait a szovjetunióbeli Moszkvában megrendezett 1980. évi nyári olimpiai játékok egyik részt vevő nemzete volt. Az országot az olimpián 7 sportágban 56 sportoló képviselte, akik érmet nem szereztek.

## Atlétika
Férfi
| Versenyző              | Versenyszám | Előfutam | Előfutam | Előfutam | Negyeddöntő | Negyeddöntő | Negyeddöntő | Elődöntő | Elődöntő | Elődöntő | Döntő   | Döntő    |
| Versenyző              | Versenyszám | Idő      | Hely.    | Össz.    | Idő         | Hely.       | Össz.       | Idő      | Hely.    | Össz.    | Idő     | Helyezés |
| ---------------------- | ----------- | -------- | -------- | -------- | ----------- | ----------- | ----------- | -------- | -------- | -------- | ------- | -------- |
| Abdul Majeed Al-Mosawi | 100 m       | 11,28    | 7.       | 59.      | kiesett     | kiesett     | kiesett     | kiesett  | kiesett  | kiesett  | kiesett | kiesett  |
| Khaled Hussain         | 800 m       | 1:54,6   | 7.       | 34.*     |             |             |             | kiesett  | kiesett  | kiesett  | kiesett | kiesett  |
| Khaled Khalifa         | 1500 m      | 3:57,55  | 8.       | 34.      |             |             |             | kiesett  | kiesett  | kiesett  | kiesett | kiesett  |
| Abdul Latif Abbas      | 400 m gát   | 53,31    | 8.       | 20.      | kiesett     | kiesett     | kiesett     | kiesett  | kiesett  | kiesett  | kiesett | kiesett  |

| Versenyző          | Versenyszám   | Selejtező             | Selejtező             | Döntő    | Döntő    |
| Versenyző          | Versenyszám   | Eredmény              | Helyezés              | Eredmény | Helyezés |
| ------------------ | ------------- | --------------------- | --------------------- | -------- | -------- |
| Essa Abbas         | Távolugrás    | érvényes ugrás nélkül | érvényes ugrás nélkül | kiesett  | kiesett  |
| Mohamed Al-Zinkawi | Súlylökés     | 17,15 m               | 14.                   | kiesett  | kiesett  |
| Najim Abdulrazak   | Diszkoszvetés | 39,26 m               | 17.                   | kiesett  | kiesett  |
| Khaled Ghaloum     | Kalapácsvetés | 47,40 m               | 17.                   | kiesett  | kiesett  |

* - egy másik versenyzővel azonos eredményt ért el

## Cselgáncs
| Versenyző              | Versenyszám | Csoport | 32-es főtábla             | Nyolcaddöntő         | Negyeddöntő       | Elődöntő          | Vigaszág negyeddöntő     | Vigaszág elődöntő | Bronz- mérkőzés   | Döntő             | Helyezés |
| Versenyző              | Versenyszám | Csoport | Ellenfél Eredmény         | Ellenfél Eredmény    | Ellenfél Eredmény | Ellenfél Eredmény | Ellenfél Eredmény        | Ellenfél Eredmény | Ellenfél Eredmény | Ellenfél Eredmény | Helyezés |
| ---------------------- | ----------- | ------- | ------------------------- | -------------------- | ----------------- | ----------------- | ------------------------ | ----------------- | ----------------- | ----------------- | -------- |
| Ali Heidar Ali Mohamed | Légsúly     | A       | Kincses Tibor (HUN) · V   | kiesett              | kiesett           | kiesett           |                          |                   |                   |                   | 19.      |
| Abdul Latif Rozaihan   | Harmatsúly  | B       | Gerardo Padilla (MEX) · V | kiesett              | kiesett           | kiesett           |                          |                   |                   |                   | 19.      |
| Fahad Al-Farhan        | Könnyűsúly  | B       | Ezio Gamba (ITA) · V      |                      |                   |                   | Christian Dyot (FRA) · V | kiesett           | kiesett           |                   | 9.       |
| Ibrahim Muzaffer       | Középsúly   | B       | Detlef Ultsch (GDR) · V   | kiesett              | kiesett           | kiesett           |                          |                   |                   |                   | 19.      |
| Sayed Farhad           | Nehézsúly   | B       | erőnyerő                  | Varga Imre (HUN) · V | kiesett           | kiesett           |                          |                   |                   |                   | 10.      |

## Kézilabda

### Férfi
| Kuvaiti férfi kézilabdacsapat-játékoskeret                                                                                            | Kuvaiti férfi kézilabdacsapat-játékoskeret                                                                                   |
| --- | --- |
| - Abdel Aziz Al-Anjri - Jasem Al-Deyab - Majid Al-Khamis - Faraj Al-Mutairi - Jasem Al-Qassar - Mohamed Al-Qassar - Abdullah Al-Qenai | - Musa'ed Al-Randi - Fawzi Al-Shuwairbat - Khamis Bashir - Saleh Najem - Ismael Shah Al-Zadah - Khaled Shah - Ahmad Al-Emran |

#### Eredmények
Csoportkör
B csoport
| Csapat            | M | Gy | D | V | G+  | G–  | Gk   | P |
| ----------------- | - | -- | - | - | --- | --- | ---- | - |
| Szovjetunió (URS) | 5 | 4  | 0 | 1 | 134 | 75  | +59  | 8 |
| Jugoszlávia (YUG) | 5 | 4  | 0 | 1 | 132 | 92  | +40  | 8 |
| Románia (ROU)     | 5 | 4  | 0 | 1 | 119 | 88  | +31  | 8 |
| Svájc (SUI)       | 5 | 2  | 0 | 3 | 110 | 98  | +12  | 4 |
| Algéria (ALG)     | 5 | 1  | 0 | 4 | 94  | 124 | –30  | 2 |
| Kuvait (KUW)      | 5 | 0  | 0 | 5 | 64  | 176 | –112 | 0 |

| 1980. július 20. 18:30 | Románia (ROU) | 32–12 | Kuvait (KUW) |  |
| 1980. július 20. 18:30 | (18–3)        |       |              |  |
| 1980. július 20. 18:30 |               |       |              |  |

| 1980. július 22. 18:30 | Szovjetunió (URS) | 38–11 | Kuvait (KUW) |  |
| 1980. július 22. 18:30 | (22–5)            |       |              |  |
| 1980. július 22. 18:30 |                   |       |              |  |

| 1980. július 24. 17:00 | Svájc (SUI) | 32–14 | Kuvait (KUW) |  |
| 1980. július 24. 17:00 | (14–6)      |       |              |  |
| 1980. július 24. 17:00 |             |       |              |  |

| 1980. július 26. 18:30 | Jugoszlávia (YUG) | 44–10 | Kuvait (KUW) |  |
| 1980. július 26. 18:30 | (24–5)            |       |              |  |
| 1980. július 26. 18:30 |                   |       |              |  |

| 1980. július 28. 17:00 | Algéria (ALG) | 30–17 | Kuvait (KUW) |  |
| 1980. július 28. 17:00 | (11–14)       |       |              |  |
| 1980. július 28. 17:00 |               |       |              |  |

A 11. helyért
| 1980. július 30. 11:00 | Kuba (CUB) | 32–24 | Kuvait (KUW) |  |
| 1980. július 30. 11:00 | (16–13)    |       |              |  |
| 1980. július 30. 11:00 |            |       |              |  |

| Csapat       | Helyezés |
| ------------ | -------- |
| Kuvait (KUW) | 12.      |

## Labdarúgás
| Kuvaiti labdarúgócsapat-játékoskeret | Kuvaiti labdarúgócsapat-játékoskeret |
| --- | --- |
| - Abdullah Al-Buloshi - Ahmad Al-Tarabulsi - Ahmad Hasan - Faisal Al-Daakhil - Fathi Kamel - Hamad Khaled Mohamed - Hamoud Al-Shammari - Jamal Al-Qabendi | - Jasem Sultan - Mahboub Juma’a - Mu'ayed Al-Haddad - Na'eem Saed Mubarak - Saed Al-Houti - Sami Al-Hashash - Waleed Jasem Mubarak - Hamoud Youssef Al-Suwayed |

### Eredmények
Csoportkör
B csoport
| Csapat        | M | Gy | D | V | G+ | G– | Gk | P |
| ------------- | - | -- | - | - | -- | -- | -- | - |
| Csehszlovákia | 3 | 1  | 2 | 0 | 4  | 1  | +3 | 4 |
| Kuvait        | 3 | 1  | 2 | 0 | 4  | 2  | +2 | 4 |
| Kolumbia      | 3 | 1  | 1 | 1 | 2  | 4  | –2 | 3 |
| Nigéria       | 3 | 0  | 1 | 2 | 2  | 5  | –3 | 1 |

| 1980. július 21. 12:00 |

| Kuvait (KUW)                      | 3–1               | Nigéria             |
| --------------------------------- | ----------------- | ------------------- |
| Al Dakheel 16' 40' 85' (11-esből) | (2–1) Jegyzőkönyv | Mubarak 25' (öngól) |

| Dinamo Stadium, Moszkva Játékvezető: Klaus Scheurell (kelet-német) |

| 1980. július 23. 12:00 |

| Kolumbia (COL) | 1–1               | Kuvait     |
| -------------- | ----------------- | ---------- |
| Molinares 73'  | (0–0) Jegyzőkönyv | Sultan 64' |

| Dinamo Stadium, Moszkva Játékvezető: Anders Mattsson (finn) |

| 1980. július 25. 12:00 |

| Csehszlovákia (TCH) | 0–0         | Kuvait |
| ------------------- | ----------- | ------ |
|                     | Jegyzőkönyv |        |

| Kirov Stadion, Leningrád Játékvezető: Riccardo Lattanzi (olasz) |

Negyeddöntő
| 1980. július 27. 12:00 |

| Szovjetunió (URS)          | 2–1               | Kuvait     |
| -------------------------- | ----------------- | ---------- |
| Cserenkov 30' Gavrilov 51' | (1–0) Jegyzőkönyv | Sultan 59' |

| Dinamo Stadion, Moszkva Nézőszám: 48 000 Játékvezető: Mario Rubio Vazquez (mexikói) |

| Csapat       | Helyezés |
| ------------ | -------- |
| Kuvait (KUW) | 5.       |

## Műugrás
Férfi
| Versenyző       | Versenyszám        | Selejtező | Selejtező | Döntő   | Döntő    |
| Versenyző       | Versenyszám        | Pont      | Helyezés  | Pont    | Helyezés |
| --------------- | ------------------ | --------- | --------- | ------- | -------- |
| Abdullah Mayouf | Egyéni toronyugrás | 326,340   | 23.       | kiesett | kiesett  |

## Úszás
Férfi
| Versenyző           | Versenyszám    | Előfutam | Előfutam | Előfutam | Elődöntő | Elődöntő | Elődöntő | Döntő   | Döntő    |
| Versenyző           | Versenyszám    | Idő      | Hely.    | Össz.    | Idő      | Hely.    | Össz.    | Idő     | Helyezés |
| ------------------- | -------------- | -------- | -------- | -------- | -------- | -------- | -------- | ------- | -------- |
| Adham Hemdan        | 100 m gyors    | 58,33    | 7.       | 34.      | kiesett  | kiesett  | kiesett  | kiesett | kiesett  |
| Adham Hemdan        | 200 m gyors    | 2:07,51  | 7.       | 38.      |          |          |          | kiesett | kiesett  |
| Mohamed Abdul Wahab | 400 m gyors    | 4:37,68  | 6.       | 28.      |          |          |          | kiesett | kiesett  |
| Mohamed Abdul Wahab | 100 m pillangó | 1:06,35  | 6.       | 31.      | kiesett  | kiesett  | kiesett  | kiesett | kiesett  |
| Saleh Marzouk       | 200 m pillangó | 2:36,53  | 7.       | 25.      |          |          |          | kiesett | kiesett  |

## Vívás
Férfi
| Versenyző                                                                         | Versenyszám       | Selejtező | Selejtező | Selejtező         | Selejtező | Főtábla           | Főtábla           | Vigaszág          | Vigaszág          | Vigaszág          | Döntő             | Döntő   | Helyezés |
| Versenyző                                                                         | Versenyszám       | 1. kör | 1. kör    | 2. kör            | 2. kör    | 1. kör            | 2. kör            | 1. kör            | 2. kör            | 3. kör            | Döntő             | Döntő   | Helyezés |
| Versenyző                                                                         | Versenyszám       | Ellenfél Eredmény | Hely.     | Ellenfél Eredmény | Hely.     | Ellenfél Eredmény | Ellenfél Eredmény | Ellenfél Eredmény | Ellenfél Eredmény | Ellenfél Eredmény | Ellenfél Eredmény | Hely.   | Helyezés |
| --------------------------------------------------------------------------------- | ----------------- | --- | --------- | ----------------- | --------- | ----------------- | ----------------- | ----------------- | ----------------- | ----------------- | ----------------- | ------- | -------- |
| Khaled Al-Awadhi                                                                  | Tőr, egyéni       | 4. csoport · Mihai Ţiu (ROU) · 5–4 · Miguel Roca (ESP) · 1–5 · Thierry Soumagne (BEL) · 1–5 · Pascal Jolyot (FRA) · 0–5                                    | 5.        | kiesett           | kiesett   | kiesett           | kiesett           | kiesett           | kiesett           | kiesett           | kiesett           | kiesett | 31.      |
| Kifah Al-Mutawa                                                                   | Tőr, egyéni       | 3. csoport · František Koukal (TCH) · 3–5 · Stéphane Ganeff (BEL) · 0–5 · Klaus Kotzmann (GDR) · 1–5 · Didier Flament (FRA) · 0–5                          | 5.        | kiesett           | kiesett   | kiesett           | kiesett           | kiesett           | kiesett           | kiesett           | kiesett           | kiesett | 34.      |
| Ahmed Al-Ahmed                                                                    | Tőr, egyéni       | 5. csoport · Efigenio Favier (CUB) · 0–5 · Hartmuth Behrens (GDR) · 0–5 · Bogusław Zych (POL) · 2–5 · Kuki Péter (ROU) · 2–5                               | 5.        | kiesett           | kiesett   | kiesett           | kiesett           | kiesett           | kiesett           | kiesett           | kiesett           | kiesett | 37.      |
| Ahmed Al-Ahmed                                                                    | Kard, egyéni      | 4. csoport · Andrzej Kostrzewa (POL) · 0–5 · Viktor Krovopuszkov (URS) · 2–5 · Ioan Pop (ROU) · 0–5 · Hriszto Etropolszki (BUL) · 1–5                      | 5.        | kiesett           | kiesett   | kiesett           | kiesett           | kiesett           | kiesett           | kiesett           | kiesett           | kiesett | 28.      |
| Ali Al-Khawajah                                                                   | Kard, egyéni      | 6. csoport · Marin Mustaţă (ROU) · 0–5 · Gerevich Pál (HUN) · 1–5 · Ferdinando Meglio (ITA) · 0–5 · Jacek Bierkowski (POL) · 2–5                           | 5.        | kiesett           | kiesett   | kiesett           | kiesett           | kiesett           | kiesett           | kiesett           | kiesett           | kiesett | 29.      |
| Eyiad Mohamed                                                                     | Kard, egyéni      | 5. csoport · Mihail Burcev (URS) · 1–5 · Cornel Marin (ROU) · 0–5 · Peter Ulbrich (GDR) · 1–5 · Mario Aldo Montano (ITA) · 0–5                             | 5.        | kiesett           | kiesett   | kiesett           | kiesett           | kiesett           | kiesett           | kiesett           | kiesett           | kiesett | 30.      |
| Kazem Hasan                                                                       | Párbajtőr, egyéni | 8. csoport · Hassan Hamze (LIB) · 5–1 · Marco Falcone (ITA) · 2–5 · Borisz Lukomszkij (URS) · 2–5 · Greg Benko (AUS) · 5–5 · Hans Jacobson (SWE) · 1–5     | 5.        | kiesett           | kiesett   | kiesett           | kiesett           | kiesett           | kiesett           | kiesett           | kiesett           | kiesett | 34.      |
| Mohamed Al-Thuwani                                                                | Párbajtőr, egyéni | 7. csoport · Dany Haddad (LIB) · 5–3 · Leszek Swornowski (POL) · 2–5 · John Llewellyn (GBR) · 0–5 · Pongrácz Antal (ROU) · 0–5 · Patrick Picot (FRA) · 0–5 | 5.        | kiesett           | kiesett   | kiesett           | kiesett           | kiesett           | kiesett           | kiesett           | kiesett           | kiesett | 35.      |
| Osama Al-Khurafi                                                                  | Párbajtőr, egyéni | 6. csoport · Octavian Zidaru (ROU) · 0–5 · Oldřich Kubišta (TCH) · 3–5 · Stefano Bellone (ITA) · 1–5 · Kolczonay Ernő (HUN) · 0–5                          | 5.        | kiesett           | kiesett   | kiesett           | kiesett           | kiesett           | kiesett           | kiesett           | kiesett           | kiesett | 40.      |
| Ahmed Al-Ahmed Khaled Al-Awadhi Ali Al-Khawajah Kifah Al-Mutawa                   | Tőr, csapat       | 3. csoport · Lengyelország (POL) · 1–15 · NDK (GDR) · 2–14                                                                                                 | 3.        |                   |           | kiesett           | kiesett           |                   |                   |                   | kiesett           | kiesett | 9.       |
| Ebrahim Al-Cattan Osama Al-Khurafi Mohamed Al-Thuwani Kazem Hasan Kifah Al-Mutawa | Párbajtőr, csapat | 4. csoport · Franciaország (FRA) · 0–16 · Románia (ROU) · 4–12                                                                                             | 3.        |                   |           | kiesett           | kiesett           |                   |                   |                   | kiesett           | kiesett | 11.      |